# Cicurina rhodiensis
Cicurina rhodiensis là một loài nhện trong họ Dictynidae.
Loài này thuộc chi Cicurina. Cicurina rhodiensis được Lodovico di Caporiacco miêu tả năm 1948.